# السفارة الفارسية الأولى إلى أوروبا (1599-1602)

## السفارة الفارسية الأولى إلى أوروبا

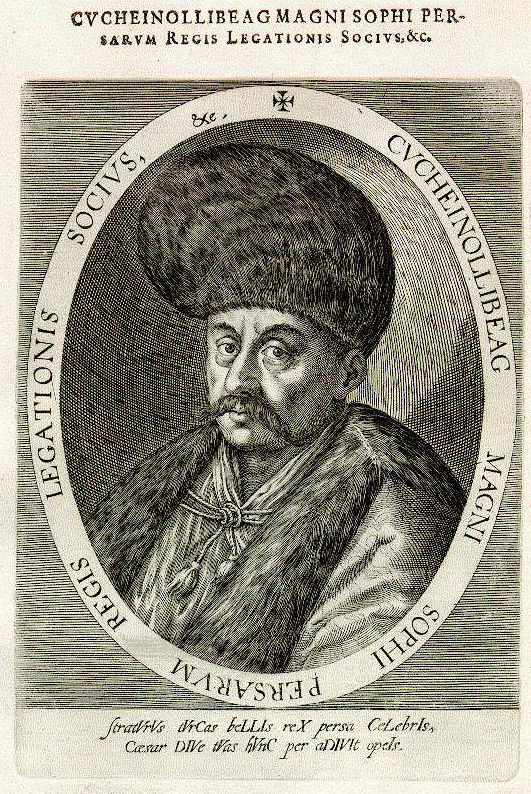
السفير حسين علي بك الصفوي.

أرسلت السفارة الفارسية الأولى إلى أوروبا (1599-1602) من قبل الشاه عباس الأول الصفوي عام 1599 للحصول على تحالف ضد الدولة العثمانية. وكان الفرس في حالة حرب مع الدولة العثمانية لأكثر من قرن من الزمان، ولذلك قررت في محاولة منها الحصول على مساعدة أوروبية ضد العثمانيين. بالإضافة إلى العداء الإقليمي بين الدولة العثمانية والفارسية، كان هناك أيضا عداء ديني قوي، حيث أعلن الفرس مذهب التشيع ضد الإسلام سني في الدولة العثمانية. والهدف من البعثة كان إنشاء تحالف مسيحي فارسي ضد الأتراك. وجاءت هذه الجهود الفارسية في التقارب مع أوروبا بعد الهزيمة الفارسية ضد الدولة العثمانية في الحرب العثمانية الصفوية(1578-1590)

## الخطة

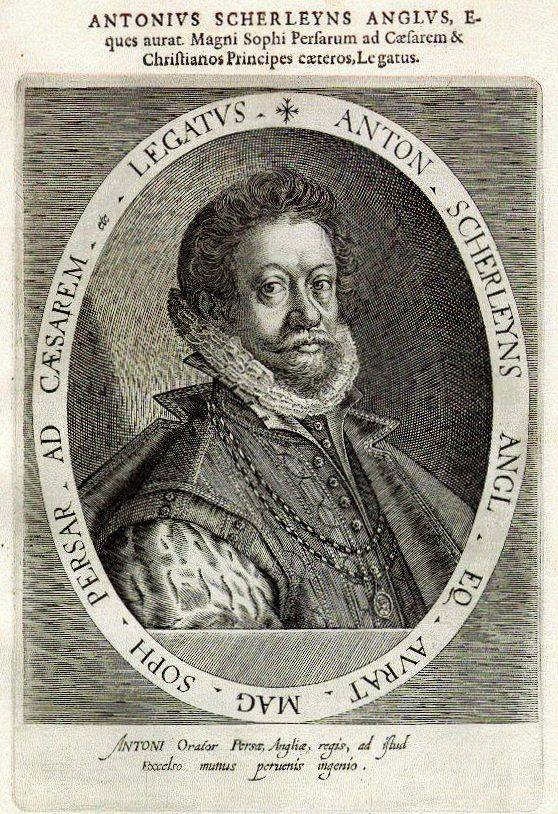
أنطوني شيرلي أقنع عباس الأول الصفوي بإرسال سفراء إلى أوروبا ومرافقتهم في رحلتهم

وتألفت السفارة من سفير واحد، حسين علي بيك، وأربعة أمناء (السكرتير الأول أورجي بيك بن سلطان علي بيك، أبن شقيق السفير علي قولي بيك، واثنين آخرين)وعدد من الحاشية والخدم، وبقيادة المغامر الإنجليزي السير أنتوني شيرلي ، شيرلي أبحر من البندقية في مايو 1599 مع 25 بحار أنجليزي وقد لاقى ترحيبا من عباس الأول، وقد جرت اتصالات مختلفة بالفعل بين الفرس وأوروبا، كما هو الحال مع سفارة أنتوني جينكينسون من الملكة إليزابيث الأولى في 1562.
كانت الخطة هي زيارة ثمانية دول الأوروبية، بالأضافة إلى المبعوث الخاص الذي سيبقى سفيرا في بلاط الإمبراطور الروسي بوريس غودونوف. اجتمعت السفارة بفعالية مع ثلاثة أمراء ألمان، والبلاطات الإيطالية والإسبانية، ولكن تم التخلي عن خطط لقاء دول فرنسا وإنجلترا واسكتلندا وبولندا في الطريق.

## خط سير الرحلة
غادرت السفارة في يوليو 1599 من أستراخان. ووصلت موسكو في نوفمبر 1599. وبعد رحلة طويلة، وصلت براغ في بوهيميا في خريف عام 1600، حيث التقت الإمبراطور رودولف الثاني وكان الاستقبال فاخرا في فصل الشتاء. في ربيع 1601 وصلوا إلى ميونيخ، حيث التقوا بوليام الثاني، دوق بافاريا السابق. ثم ذهبوا إلى إيطاليا، حيث كان في استقبالهم فينتشنزو غونزاغا في مانتوا. فشلت السفارة بلقاء دوق البندقية، كما أنه رفض مقابلة على الأرض لأنه كان يجتمع مع سفير الدولة العثمانية. الجزء الأخير من مهمتهم اقتادهم إلى إسبانيا، حيث التقوا مع الملك فيليب الثالث ، وحصلوا منهم على النقل بحرا من البرتغال إلى مضيق هرمز وبلاد فارس. وفي حادث نهائي في الرحلة، طعن أحد أعضاء السفارة، ملا ديني حتى الموت على يد أسباني في ماردة. بعد مناقشات محتدمة للحصول على معاملة عادلة، وأنطلقت رحلة الإياب بحرا لبلاد فارس من لشبونة في وقت مبكر من عام 1602.

## التحول إلى الكاثوليكية

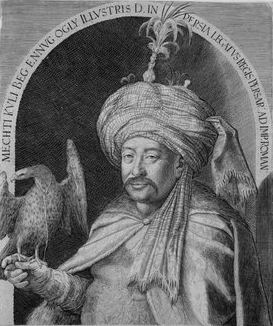
علي كولي بك ثم دون فيليب بلاد فارس لاحقا.

في تطور عجيب، أرتد العديد من أعضاء السفارة عن المذهب الشيعي وأتخذوا الكاثوليكية بدلا من ذلك. بالفعل ثلاثة من أفراد حاشية الفارسية قد فعلوا ذلك في روما. ثم ثلاثة من أمناء السفير (السكرتارية) فعلوا ذلك أثناء وجودهم في إسبانيا، بما في ذلك ابن شقيق السفير علي قولي بيك، الذي قبل فيليب الثالث كعرابه، واعتمد اسمه ليصبح دون فيليب بلاد فارس. وقد رعت أيضا مارغريت من النمسا وملكة أسبانيا لاحقا السكرتير الأول أورجي بيك، وأصبح يعرف باسم دون جوان الفارسي. استقر في إسبانيا، أصبح كاثوليكيا، وكتب كتابا بعنوان العلاقات لدون جوان الفارسي:، ولكن طعن وقتل في نزاع في بلد الوليد في نهاية المطاف في سنة 1605. السكرتير ثالث، بونياد بيك، أيضا تحول إلى الكاثوليكية وأخذ اسم دون دييغو من بلاد فارس، ويبدو ان السفارة لم تحقق إلا نتائج هزيلة فقط.

## الأثار المترتبة

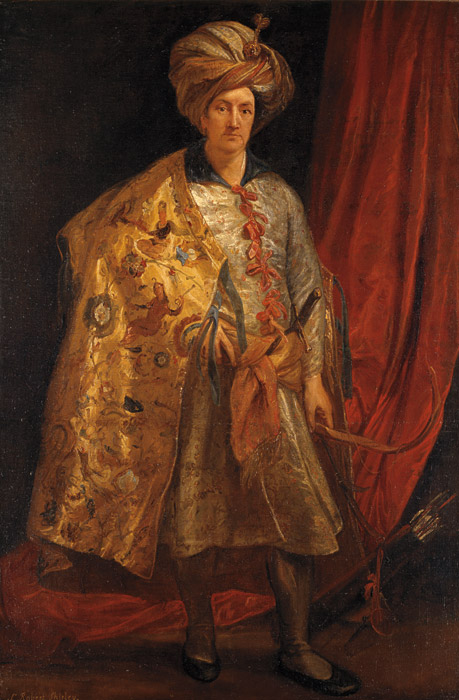
روبرت شيرلي قام بتحديث الجيش الفارسي ما أدى إلى انتصارهم لاحقا على العثمانيين كما قام بنفسه بالسفارة الفارسية الثانية إلى أوربا.

وأعقب السفارة فورا صراع جديد بين بلاد فارس والدولة العثمانية، الحرب العثمانية الصفوية (1603-1618)، الذي نجح الفرس جزئيا فيها من خلال الإصلاحات والتحديثات العسكرية الرئيسية التي نظمها الإنكليزي روبرت شيرلي، شقيق أنطوني شيرلي.
بدأ الإعداد للسفارة الفارسية الثانية إلى أوروبا سنة(1609-1615) ، وهذه المرة بقيادة روبرت شيرلي نفسه، الذي ذهب إلى كراكو، براغ، فلورنسا، روما، مدريد، لندن، وعادت إلى بلاد فارس عبر الهند المغولية العظمى.
في عام 1616، تم التوصل إلى اتفاقية للتجارة بين شركة الهند الشرقية والشاه عباس، وعام 1622 قامت «قوة الانجلو فارسية» مشتركة بطرد التجار البرتغاليين والإسبان من الخليج العربي.
في 1624، بقيادة روبرت شيرلي جرت سفارة أخرى إلى إنجلترا من أجل الحصول على الاتفاقات التجارية.
حدثت السفارة الفارسية إلى فرنسا في عهد لويس الرابع عشر في عام 1715.